# Sinapylalkohol
Sinapylalkohol är en av monomererna för lignin en så kallad monolignol, och kan även förekomma i ligninaner. Ämnet syntetiseras främst av gömfröväxter.